# カッコウ目
カッコウ目（カッコウもく、学名 Cuculiformes）は鳥類の目である。現代的な分類ではカッコウ科のみからなる。文献によっては、ホトトギス目と呼ぶ場合もあるが、その範囲は同じものである。
歴史的にはエボシドリ科やツメバケイ科を含むこともあったが、現在それらは単独で1目を形成している。

## 分類史

### エボシドリ科
エボシドリ科は、カッコウ科に外見は似たアフリカの固有科であるが、カッコウ科と違い、托卵をせず、果実食で、雛は早生性である。カッコウ目にとどめつつも、亜目レベルでカッコウ亜目 Cuculi とエボシドリ亜と。
Sibley & Ahlquist はDNA交雑法にもとづき、エボシドリ科をフクロウ目（フクロウ目・ヨタカ目・ズクヨタカ科）と姉妹群のエボシドリ目とした（ツメバケイ科はカッコウ目にとどめた）が、実際はこれらと近縁ではない。
カッコウ目とエボシドリ目は姉妹群ではないもののそれほど遠くもなく、ノガン目・ツル目・warter birds とともに単系統 quastic and semi‐aquatic group をなす可能性が高い。

### ツメバケイ科
ツメバケイ科は南米産の1科1種である。雛が鉤爪を持つなどの顕著な特徴があり、また、カッコウ科やエボシドリ科が対趾足（足指が前後に2本ずつ）なのに対し3前趾足（前3本・後ろ1本）である。かつてはカッコウ目やキジ目に分類されることもあった。
現在もその正確な系統的位置は不確実だが、主要な大系統のいずれとも類縁性が確認されず、単独でツメバケイ目を形成する。